# Cnemaspis hangus
Espèce
Cnemaspis hangus est une espèce de geckos de la famille des Gekkonidae.

## Répartition
Cette espèce est endémique du Pahang en Malaisie péninsulaire.

## Description
Les mâles mesurent jusqu'à 50,5 mm et les femelles jusqu'à 47,0 mm.

## Étymologie
Son nom d'espèce lui a été donné en référence au lieu de sa découverte, Bukit Hangus.

## Publication originale
- Grismer, Wood, Anuar, Riyanto, Ahmad, Muin, Sumontha, Grismer, Onn, Quah & Pauwels, 2014 : Systematics and natural history of Southeast Asian Rock Geckos (genus Cnemaspis Strauch, 1887) with descriptions of eight new species from Malaysia, Thailand, and Indonesia. Zootaxa, no 3880 (1), p. 1–147.